# Amfreville-la-Mi-Voie
 Amfreville-la-Mi-Voie  es una población y comuna francesa, en la región de Alta Normandía, departamento de Sena Marítimo, en el distrito de Ruan y cantón de Boos.

## Demografía
| 2389 | 2430 | 2093 | 2509 | 2556 | 2869 |
| Para los censos de 1962 a 1999 la población legal corresponde a la población sin duplicidades (Fuente: INSEE [Consultar]) |      |      |      |      |      |